# 德雷姆柳希
50°31′16″N 34°27′5″E / 50.52111°N 34.45139°E
德雷姆柳希（烏克蘭語：Дремлюги）是位於烏克蘭東北部的村莊，由蘇梅州蘇梅區的列别金市镇負責管轄。該村處於哈爾巴里和布迪爾卡之間，海拔高度123米，2001年人口11。